# 金施巴赫河
47°53′51″N 11°08′49″E / 47.89742°N 11.14707°E

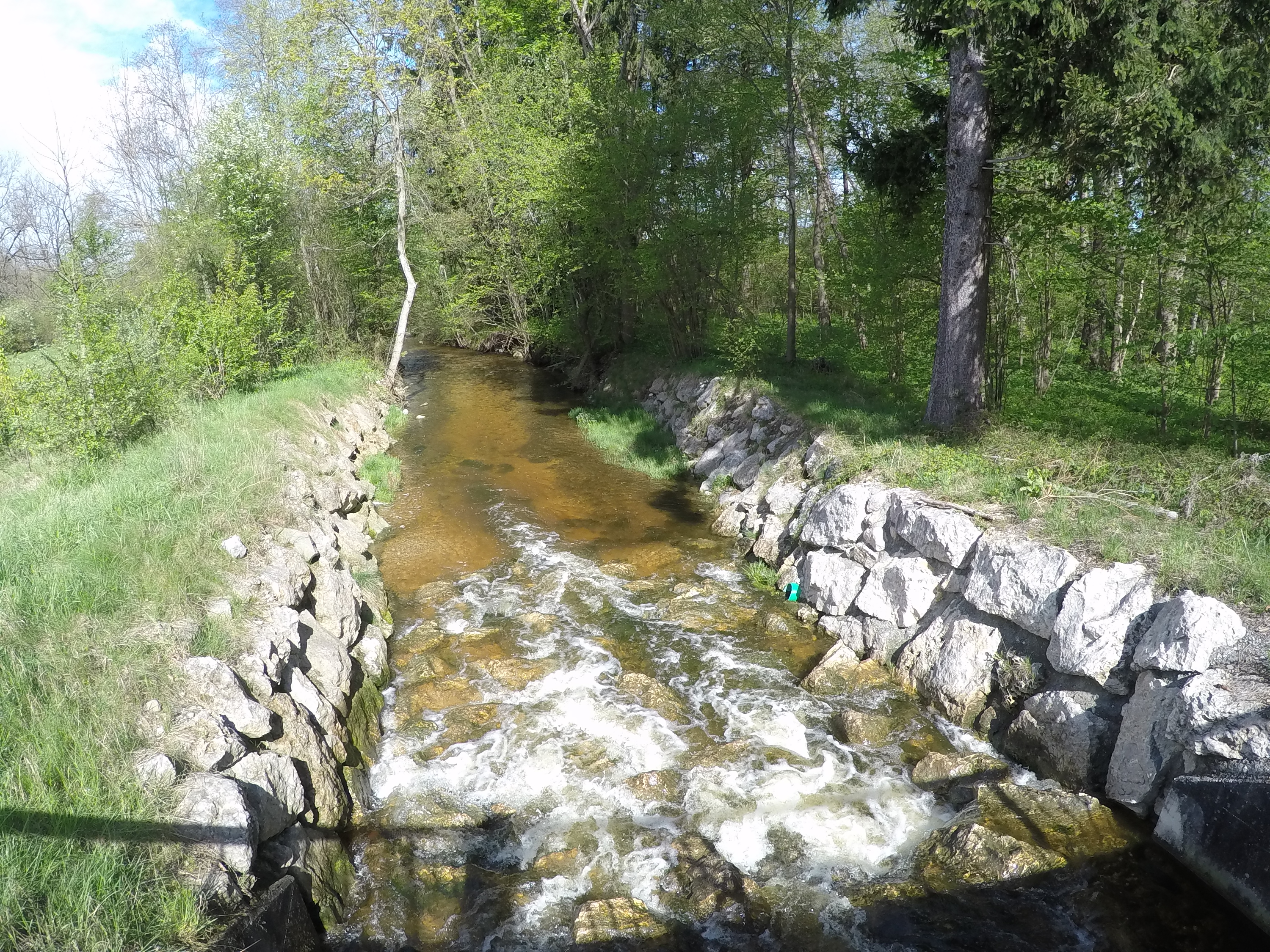

金施巴赫河（德語：Kinschbach），是德國的河流，位於該國東南部，由巴伐利亞負責管轄，屬於安珀河的右支流，河道全長11公里，流經魏爾海姆-雄高縣。